# Sorina Plăcintă
Sorina-Luminița Plăcintă (n. 6 februarie 1965) a fost aleasă senator de Vrancea din partea PD-L la alegerile din 2008 în legislatura 2008 - 2012. Din 14 iulie 2009 a deținut funcția de ministru al tineretului și sportului în primul guvern condus de Emil Boc. În cadrul activității sale parlamentare, Sorina Plăcintă a fost membru în grupurile parlamentare de prietenie cu Regatul Suediei, Republica Bulgaria, Republica Coreea și Republica Kazahstan. 
A fost membru al PD-L (ante 2007 PD) din 1997. Pe 13 iunie 2012 a trecut de la PDL la PNL.

## Activitatea profesională
Între 1989-1993 a lucrat ca inginer la filatura de lână pieptănată din Focșani - Milcofil.
Ulterior a devenit șef de producție la firma de confecții pe care primul ei soț, Ștefan Sabota, o deținea.
În 1994 au înființat compania Sorste, în urma unei investiții de 50.000 de dolari.
Sorina Plăcintă este în 2015 acționar direct în două companii: Sorste și Inmartextil (care activează în domeniul ingineriei și al consultanței tehnice).
În 2020, Sorina Plăcintă a rămas văduvă după ce soțul ei, Viorel Bucuraș, a decedat.